# Departamento Iguazú
Iguazú es un departamento ubicado en el ángulo Noroeste de la provincia de Misiones, Argentina.
Limita con los departamentos de Eldorado, General Manuel Belgrano y los países de Brasil y Paraguay formando la Triple Frontera.
El departamento tiene una superficie de 2.736 km², equivalente al 9,21 % del total de la provincia. 

## Población
Su población fue de 100 096 habitantes, según el censo 2022 (INDEC) frente a los 82.227 habitantes (Indec, 2010) del censo anterior, lo que representó un incremento del 21,7% mayor al crecimiento provincial que fue del 16,1%.Estos datos le valieron ser el segundo departamento que más creció demográficamente y tener la tercera mayor población de la provincia.

### Áreas protegidas
- Parque provincial Esperanza
- Parque nacional Iguazú
- Parque provincial Puerto Península
- Parque provincial Urugua-í
- Parque provincial Uruzú